# Florian Vogel (Schwimmer)
Florian Vogel (* 2. September 1994 in Bayreuth) ist ein deutscher Schwimmsportler. Seine Spezialstrecken sind die 800 und die 1500 m Freistil. Vogel tritt für die SG Stadtwerke München an.

## Erfolge
Bei den Deutschen Kurzbahnmeisterschaften 2014 in Wuppertal wurde er in seinen beiden Spezialdisziplinen Deutscher Meister. Dabei verfehlte er als Nachfolger von Sören Meißner über 800 m in einer Zeit von 7:35,76 min die sechs Jahre alte Rekordzeit von Paul Biedermann aus der Zeit der Hightech-Anzüge nur um 53 Hundertstelsekunden. Er belegte damit vorübergehend Platz eins in der Jahresweltrangliste und qualifizierte sich über 1500 m für die Kurzbahnweltmeisterschaften 2014 in Doha.
Bei den Deutschen Schwimmmeisterschaften 2015 wurde er dreifacher Deutscher Meister, und zwar über 400 m (3:46,53 min), 800 m (7:52,57 min) und mit der 4 × 200-m-Staffel seines Vereins. Bei den Deutschen Kurzbahnmeisterschaften im selben Jahr stellte er mit 7:33,44 min über 800 m einen neuen deutschen Rekord auf und unterbot dabei die Rekordmarke von Paul Biedermann aus dem Jahr 2008 um fast zwei Sekunden.
Am 24. Juni 2015 rettete der Student des Bauingenieurwesens in München eine Frau aus der 14 °C kalten Isar, was wegen des anschließenden erheblichen Medienechos seine Vorbereitung auf die Schwimmweltmeisterschaften 2015 in Kasan störte. In Kasan verfehlte er den Finallauf über 400 m Freistil als Neunter der Vorläufe nur knapp, über 1500 m belegte er Platz 15.